# 241509 Sessler
241509 Sessler este un asteroid din centura principală de asteroizi.

## Descriere
241509 Sessler este un asteroid din centura principală de asteroizi. A fost descoperit pe 22 februarie 2009 la Calar Alto de Felix Hormuth. Asteroidul prezintă o orbită caracterizată de o semiaxă mare de 3,05 ua, o excentricitate de 0,19 și o înclinație de 0,4° în raport cu ecliptica.